# Заблудившийся трамвай
«Заблудившийся трамвай» — стихотворение Николая Гумилёва, написанное, вероятно, в 1919 году. Входит в сборник «Огненный столп». Многие исследователи называют это стихотворение самым загадочным произведением поэта.
В лирическом герое исследователи обнаруживают автобиографические черты. По мнению А. Ахматовой, Н. Гумилев в стихотворениях «Память» и «Заблудившийся трамвай» под видом реинкарнаций «описывает… свою биографию».

## Интерпретации
Д. Н. Яцутко отмечает, что «Заблудившийся трамвай» является «одним из наиболее любимых интеpпpетатоpами» среди произведений Н. Гyмилёва. Ю. Кроль обращает внимание на биографические реалии в стихотворении Гумилёва, Л. Аллен построчно обнаруживает связи стихотворения с произведениями А. Пушкина, Н. Гоголя, Ф. Достоевского, Д. Быков видит в «заблудившемся трамвае» образ революции как жестокой таинственной силы («Мчался он бурей темной, крылатой»).
Ю. Зобнин видит параллели между этим стихотворением и «Божественной комедией» Данте: «В канун тридцатипятилетия лирический герой Гумилёва (его близость автору, как нам кажется, не вызывает сомнений) оказывается „на улице незнакомой“, где и встречает таинственный трамвай, ведомый „вагоновожатым“ („вожатый“ — традиционное наименование Вергилия в дантовской поэме); оказывается в вагоне помимо своей воли <…> и устремляется в прошлое, в ад собственной безбожной души». П. Спиваковский также обнаруживает сходство с произведением Данте и отмечает, что Машенька у Н. Гумилева «во многом играет роль Беатриче».

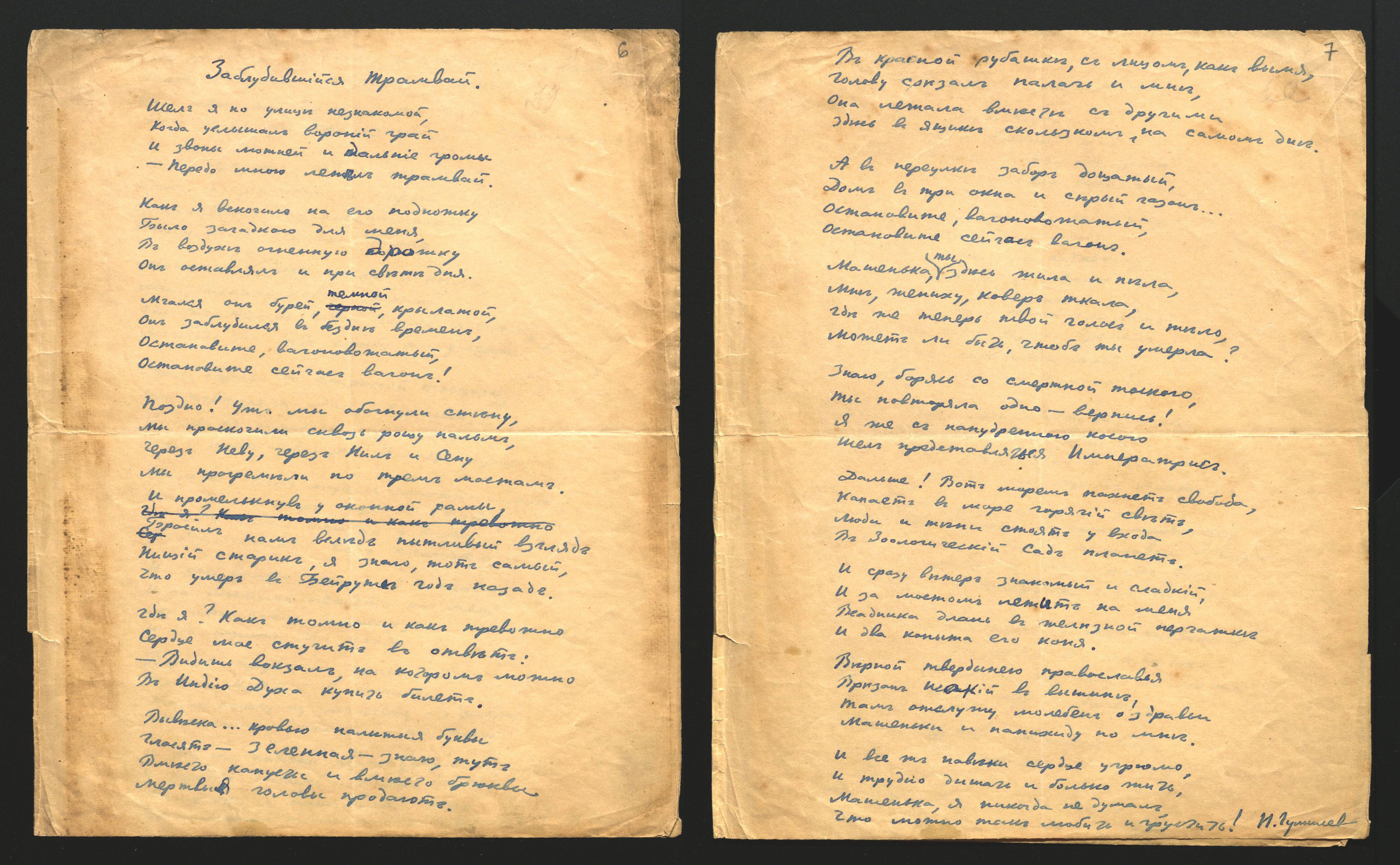
Один из автографов

С. В. Полякова отмечает: «Гиньольный мотив пьесы — продажа на улице „вместо капусты и вместо брюквы“ человеческих голов восходит, вероятно, к знакомой Гумилёву сказке Гауфа „Карлик Нос“. <…> В обоих этих текстах сказывается древнее мифологическое представление о тождестве круглых предметов и человеческой головы. По русскому народному верованию, например, в день Иоанна Крестителя нельзя срубать капустный кочан, так как на нем покажется кровь. Существовали и запреты есть в праздник Усекновения головы Иоанна Предтечи что-либо круглое, особенно капусту».
Р. Д. Тименчик называет образ трамвая «культурным символом» в русской поэзии первых двух десятилетий XX века, исследователь также отмечает: «Вобрав в себя многие черты предшествующей культурно-бытовой феноменологии трамвая, „Заблудившийся трамвай“ надолго определил восприятие этого объекта городского пейзажа отечественной словесности». П. Золина называет трамвай Гумилёва «самостоятельным фатальным образом с глубоко эсхатологическими приметами». По мнению Е. Куликовой, трамвай в стихотворении может быть уподоблен кораблям-призракам Э. По и А. Рембо: «Если герой стихотворения Гумилёва страшится бури и расподобления „в бездне времён“ на летучем трамвае, то корабль Рембо, свободный от „пассажиров“ и матросов, наслаждается хаосом океана <…> Его путь не менее „странен“, чем путь трамвая, одна из черт которого, — необычность его движения. Трамвай летит, нарушая закономерность своего пути, напоминая тем самым путь кораблей-призраков».
К. Ичин усматривает проявление в этом стихотворении балладного начала через образы мёртвой невесты и ворона. П. Спиваковский отмечает: «<…> попадая внутрь трамвая, источающего громы и огонь (но и „звоны лютни“ — знак утонченности и изысканности), лирический герой сознательно идет навстречу опасному и неведомому. Все это вполне соответствует жанру баллады, в котором написано стихотворение».

### Образы
Исследователи трактуют образ Машеньки и как вариацию Маши Мироновой из «Капитанской дочки» (Л. Аллен, Р. Д. Тименчик, И. Одоевцева, Вяч. Иванов; Д. М. Магомедова отмечает, что «несовпадений с „Капитанской дочкой“ <…> больше, чем совпадений») или Параши из «Медного Всадника» (И. Мейсинг-Делик), и биографически — как А. Ахматову (Ю. Л. Кроль), и как Беатриче Данте (Ю. Зобнин, который отмечает, что черновой вариант имени возлюбленной «Катенька» восходит к первой жене Державина Екатерине Яковлевне), и как М. Кузьмину-Караваеву (А. А. Гумилева, С. К. Маковский; эту версию поддерживает также Ю. Зобнин), и как Пенелопу (И. Мейсинг-Делик, Э. Русинко).
Медный Всадник, по мнению П. Спиваковского, в стихотворении «связан не столько с конкретикой личности Петра I, сколько с самой идеей монархии, к которой Н. Гумилев, как известно, относился весьма положительно. Рассматриваемый эпизод во многом полемичен по отношению к сходной сцене из „Петербурга“ А. Белого, где авторская оценка Медного Всадника, а также Сената и Синода как подавляющих человека проявлений имперской государственной власти недвусмысленно отрицательна».

## Связь и влияние
К. Ичин замечает: "Больше всего перекличек с «Заблудившимся трамваем» в «Мастере и Маргарите» Булгакова (мотивы «трамвая», «вагоновожатой», «мёртвой головы» Берлиоза, путешествие через «бездну времён» в «романе Мастера» и в сцене бала у Сатаны; прощания с «грустной землёй» в начале главы «Прощение и вечный приют»; «опоздания Маргариты, ушедшей от Мастера для того, чтобы „объясниться“ с мужем и впоследствии „представившейся“ Воланду и др.); взаимосвязи булгаковского романа с „Заблудившимся трамваем“ идут и через „Капитанскую дочку“ Пушкина, героиню которой Булгаков поставил в ряд „священных образов“ уже в „Белой гвардии“».
Исследователи указывают на близость, существующую между «Заблудившимся трамваем» и стихотворением Роальда Мандельштама «Алый трамвай» (1955); Я. Пробштейн отмечает: «Общим же являются сюжет и динамика образного развития, образ кондуктора-палача, который вдруг оказывается ещё и двойником командора то ли из „Каменного гостя“ Пушкина, то ли из оперы Моцарта <…>, сам трамвай и обострённо-болезненное восприятие бешеной гонки жизни, неотделимой от смерти».